# Tenoch Huerta
José Tenoch Huerta Mejía (Città del Messico, 29 gennaio 1981) è un attore messicano.

## Biografia
Ottiene il suo primo ruolo rilevante nel 2009 nel film Sin nombre. Nel 2016–2017 è protagonista della serie televisiva Blue Demon. Nel 2018 è tra i protagonisti della serie Netflix Narcos: Messico, interpretando il ruolo di Rafael Caro Quintero. Nel 2022 ha ottenuto il ruolo di Namor nel film del Marvel Cinematic Universe Black Panther: Wakanda Forever.

## Filmografia

### Attore

#### Cinema
- Así del precipicio, regia di Teresa Suarez (2006)
- Déficit, regia di Gael García Bernal (2007)
- La zona, regia di Rodrigo Plá (2007)
- Sleep Dealer, regia di Alex Rivera (2008)
- Casi divas, regia di Issa López (2008)
- Nesio, regia di Alan Coton (2008)
- Solo quiero caminar, regia di Agustín Díaz Yanes (2008)
- Sin nombre, regia di Cary Fukunaga (2009)
- Perpetuum Mobile, regia di Nicolás Pereda (2009)
- Depositarios, regia di Rodrigo Ordoñez (2010)
- Chicogrande, regia di Felipe Cazals (2010)
- El infierno, regia di Luis Estrada (2010)
- Nómadas, regia di Ricardo Benet (2010)
- Días de gracia, regia di Everardo Gout (2011)
- Viaggio in paradiso (Get the Gringo), regia di Adrian Grunberg (2012)
- Cristiada (For Greater Glory: The True Story of Cristiada), regia di Dean Wright (2012)
- Colosio: El asesinato, regia di Carlos Bolado (2012)
- La vida precoz y breve de Sabina Rivas, regia di Luis Mandoki (2012)
- Matar extraños, regia di Nicolás Pereda e Jacob Secher Schulsinger (2013)
- Ciudadano Buelna, regia di Felipe Cazals (2013)
- Stand Clear of the Closing Doors, regia di Sam Fleischner (2013)
- Güeros, regia di Alonso Ruizpalacios (2014)
- Escobar (Escobar: Paradise Lost), regia di Andrea Di Stefano (2014)
- El Más Buscado, regia di José Manuel Cravioto (2014)
- The 33, regia di Patricia Riggen (2015)
- Semana Santa, regia di Alejandra Márquez Abella (2015)
- Fuga nella giungla (Camino), regia di Josh C. Waller (2015)
- Spectre, regia di Sam Mendes (2015)
- Las Aparicio, regia di Moisés Ortiz Urquidi (2015)
- Vive por mí, regia di Chema de la Peña (2016)
- El silencio es bienvenido, regia di Gabriela García Rivas (2017)
- Il movente (El autor), regia di Manuel Martín Cuenca (2017)
- Tigers Are Not Afraid (Vuelven), regia di Issa López (2017)
- La Carga, regia di Alan Jonsson (2017)
- Sotto sequestro (Bel Canto), regia di Paul Weitz (2018)
- Fuego negro, regia di Bernardo Arellano (2020)
- Son of Monarchs, regia di Alexis Gambis (2020)
- La notte del giudizio per sempre (The Forever Purge), regia di Everardo Gout (2021)
- Madres, regia di Ryan Zaragoza (2021)
- Black Panther: Wakanda Forever, regia di Ryan Coogler (2022)
- Una scomoda circostanza (Caught Stealing), regia di Darren Aronofsky (2025)

#### Televisione
- Capadocia - serie TV, 2 episodi (2008)
- Los Minondo - serie TV (2010)
- El encanto del águila - serie TV, 5 episodi (2011)
- Cloroformo - serie TV, 13 episodi (2012)
- Mozart in the Jungle - serie TV, 2 episodi (2015-2016)
- Hasta Que Te Conocí - serie TV, 3 episodi (2016)
- Blue Demon - serie TV, 65 episodi (2016-2017)
- Narcos: Messico (Narcos: Mexico) - serie TV, 11 episodi (2018-2020)
- Aquí en la Tierra - serie TV, 16 episodi (2018-2020)
- Jodie, il prescelto (The Chosen One) - serie TV, 5 episodi (2023)

#### Cortometraggi
- Café paraíso, regia di Alonso Ruizpalacios (2008)
- Soy mi madre, regia di Phil Collins (2008)
- El horno, regia di Raúl Caballero (2009)
- Marea alta, regia di Bárbara Ochoa (2010)
- ¿Cómo has estado?, regia di Alejandro Moreno-Novelo (2010)
- El último canto del pájaro Cú, regia di Alonso Ruizpalacios (2010)
- Busco empleo, regia di Francisco Valle (2010)
- Cristeros y Federales, regia di Isabel Cristina Fregoso (2011)
- De tierra, regia di Ilana Coleman (2012)
- Penumbra, regia di Arlo Catana (2012)
- La banqueta, regia di Anaïs Pareto Onghena (2013)
- Inframundo, regia di Ana Mary Ramos (2013)
- Mercy, regia di Faride Schroeder (2014)
- Verde, regia di Alonso Ruizpalacios (2016)
- Elevados, regia di Tania Díaz (2017)
- Debris, regia di Julio O. Ramos (2017)
- El Renacer de una Industria, regia di Faride Schroeder (2020)

## Doppiatori italiani
Nelle versioni in italiano delle opere in cui ha recitato, Tenoch Huerta è stato doppiato da:
- Maurizio Di Girolamo in Sin nombre
- Riccardo Scarafoni in Güeros
- Stefano Brusa ne Il movente
- Emilio Mauro Barchiesi in Tigers Are Not Afraid
- Raffaele Carpentieri in Sotto sequestro
- Diego Suarez in La notte del giudizio per sempre
- Federico Talocci in Black Panther: Wakanda Forever